# هند قبوات
هند عبود قبوات (زاده ۱۹۷۴م دمشق) سیاستمدار، پژوهشگر، مشاور بین‌الملل و فعال سوری-کانادایی است. قبوات، پس از سقوط بشار اسد رئیس جمهور پیشین سوریه در دسامبر ۲۰۲۴، در فوریه ۲۰۲۵م به عنوان عضو کمیته مقدماتی کنفرانس گفت‌وگوی ملی سوریه منصوب شد. همچنین وی در ۲۹ مارس ۲۰۲۵ با حکم احمد شرع مشهور به ابومحمد الجولانی رئیس دولت موقت سوریه به عنوان وزیر امور اجتماعی و کار سوریه منصوب شده است.
هند قبوات پیش‌تر به عنوان بخش «مرکز صلح بین ادیان» در مرکز ادیان جهان، دیپلماسی و حل منازعات دانشگاه جورج میسون فعالیت داشته است.